# فيرونيكا روميرو
فيرونيكا روميرو (بالإسبانية: Verónica Romero)‏ هي مغنية إسبانية، ولدت في 18 يوليو 1978 في ألش في إسبانيا.

## وصلات خارجية
- فيرونيكا روميرو على موقع IMDb (الإنجليزية)
- فيرونيكا روميرو على موقع ميوزك برينز (الإنجليزية)
- الموقع الرسمي